# Galeocerdo
Galeocerdo je rod žraloků, který zahrnuje jediného recentního zástupce, žraloka tygřího. Tento rod se tradičně řadil do čeledi modrounovití, avšak moderní taxonomie jej někdy od počátku 20. let 21. století zařazuje do samostatné čeledi Galeocerdonidae.
Vedle žraloka tygřího rod Galeocerdo zahrnuje i řadu fosilních rodů. Nejstarší známé fosilie spadají do raného eocénu. Do rodu se tradičně řadilo přes 20 fosilních druhů, nicméně podle studie z roku 2021 je diverzita mnohem menší a zahrnuje vedle žraloka tygřího pouze další 5 druhů:
- Galeocerdo cuvier – žralok tygří
- †Galeocerdo aduncus
- †Galeocerdo clarkensis
- †Galeocerdo eaglesomi
- †Galeocerdo capellinii
- †Galeocerdo mayumbensis